# 1358
Portal Geschichte | Portal Biografien | Aktuelle Ereignisse | Jahreskalender | Tagesartikel

◄ |
13. Jahrhundert |
14. Jahrhundert
| 15. Jahrhundert | ►

◄ |
1320er |
1330er |
1340er |
1350er
| 1360er | 1370er | 1380er | ►

◄◄ |
◄ |
1354 |
1355 |
1356 |
1357 |
1358
| 1359 | 1360 | 1361 | 1362 | ► | ►►
Staatsoberhäupter  · Nekrolog
| Januar | Januar | Januar | Januar | Januar | Januar | Januar | Januar |
| Kw     | Mo     | Di     | Mi     | Do     | Fr     | Sa     | So     |
| 1      | 1      | 2      | 3      | 4      | 5      | 6      | 7      |
| 2      | 8      | 9      | 10     | 11     | 12     | 13     | 14     |
| 3      | 15     | 16     | 17     | 18     | 19     | 20     | 21     |
| 4      | 22     | 23     | 24     | 25     | 26     | 27     | 28     |
| 5      | 29     | 30     | 31     |        |        |        |        |
| ------ | ------ | ------ | ------ | ------ | ------ | ------ | ------ |

| Februar | Februar | Februar | Februar | Februar | Februar | Februar | Februar |
| Kw      | Mo      | Di      | Mi      | Do      | Fr      | Sa      | So      |
| 5       |         |         |         | 1       | 2       | 3       | 4       |
| 6       | 5       | 6       | 7       | 8       | 9       | 10      | 11      |
| 7       | 12      | 13      | 14      | 15      | 16      | 17      | 18      |
| 8       | 19      | 20      | 21      | 22      | 23      | 24      | 25      |
| 9       | 26      | 27      | 28      |         |         |         |         |
| ------- | ------- | ------- | ------- | ------- | ------- | ------- | ------- |

| März | März | März | März | März | März | März | März |
| Kw   | Mo   | Di   | Mi   | Do   | Fr   | Sa   | So   |
| 9    |      |      |      | 1    | 2    | 3    | 4    |
| 10   | 5    | 6    | 7    | 8    | 9    | 10   | 11   |
| 11   | 12   | 13   | 14   | 15   | 16   | 17   | 18   |
| 12   | 19   | 20   | 21   | 22   | 23   | 24   | 25   |
| 13   | 26   | 27   | 28   | 29   | 30   | 31   |      |
| ---- | ---- | ---- | ---- | ---- | ---- | ---- | ---- |

| April | April | April | April | April | April | April | April |
| Kw    | Mo    | Di    | Mi    | Do    | Fr    | Sa    | So    |
| 13    |       |       |       |       |       |       | 1     |
| 14    | 2     | 3     | 4     | 5     | 6     | 7     | 8     |
| 15    | 9     | 10    | 11    | 12    | 13    | 14    | 15    |
| 16    | 16    | 17    | 18    | 19    | 20    | 21    | 22    |
| 17    | 23    | 24    | 25    | 26    | 27    | 28    | 29    |
| 18    | 30    |       |       |       |       |       |       |
| ----- | ----- | ----- | ----- | ----- | ----- | ----- | ----- |

| Mai | Mai | Mai | Mai | Mai | Mai | Mai | Mai |
| Kw  | Mo  | Di  | Mi  | Do  | Fr  | Sa  | So  |
| 18  |     | 1   | 2   | 3   | 4   | 5   | 6   |
| 19  | 7   | 8   | 9   | 10  | 11  | 12  | 13  |
| 20  | 14  | 15  | 16  | 17  | 18  | 19  | 20  |
| 21  | 21  | 22  | 23  | 24  | 25  | 26  | 27  |
| 22  | 28  | 29  | 30  | 31  |     |     |     |
| --- | --- | --- | --- | --- | --- | --- | --- |

| Juni | Juni | Juni | Juni | Juni | Juni | Juni | Juni |
| Kw   | Mo   | Di   | Mi   | Do   | Fr   | Sa   | So   |
| 22   |      |      |      |      | 1    | 2    | 3    |
| 23   | 4    | 5    | 6    | 7    | 8    | 9    | 10   |
| 24   | 11   | 12   | 13   | 14   | 15   | 16   | 17   |
| 25   | 18   | 19   | 20   | 21   | 22   | 23   | 24   |
| 26   | 25   | 26   | 27   | 28   | 29   | 30   |      |
| ---- | ---- | ---- | ---- | ---- | ---- | ---- | ---- |

| Juli | Juli | Juli | Juli | Juli | Juli | Juli | Juli |
| Kw   | Mo   | Di   | Mi   | Do   | Fr   | Sa   | So   |
| 26   |      |      |      |      |      |      | 1    |
| 27   | 2    | 3    | 4    | 5    | 6    | 7    | 8    |
| 28   | 9    | 10   | 11   | 12   | 13   | 14   | 15   |
| 29   | 16   | 17   | 18   | 19   | 20   | 21   | 22   |
| 30   | 23   | 24   | 25   | 26   | 27   | 28   | 29   |
| 31   | 30   | 31   |      |      |      |      |      |
| ---- | ---- | ---- | ---- | ---- | ---- | ---- | ---- |

| August | August | August | August | August | August | August | August |
| Kw     | Mo     | Di     | Mi     | Do     | Fr     | Sa     | So     |
| 31     |        |        | 1      | 2      | 3      | 4      | 5      |
| 32     | 6      | 7      | 8      | 9      | 10     | 11     | 12     |
| 33     | 13     | 14     | 15     | 16     | 17     | 18     | 19     |
| 34     | 20     | 21     | 22     | 23     | 24     | 25     | 26     |
| 35     | 27     | 28     | 29     | 30     | 31     |        |        |
| ------ | ------ | ------ | ------ | ------ | ------ | ------ | ------ |

| September | September | September | September | September | September | September | September |
| Kw        | Mo        | Di        | Mi        | Do        | Fr        | Sa        | So        |
| 35        |           |           |           |           |           | 1         | 2         |
| 36        | 3         | 4         | 5         | 6         | 7         | 8         | 9         |
| 37        | 10        | 11        | 12        | 13        | 14        | 15        | 16        |
| 38        | 17        | 18        | 19        | 20        | 21        | 22        | 23        |
| 39        | 24        | 25        | 26        | 27        | 28        | 29        | 30        |
| --------- | --------- | --------- | --------- | --------- | --------- | --------- | --------- |

| Oktober | Oktober | Oktober | Oktober | Oktober | Oktober | Oktober | Oktober |
| Kw      | Mo      | Di      | Mi      | Do      | Fr      | Sa      | So      |
| 40      | 1       | 2       | 3       | 4       | 5       | 6       | 7       |
| 41      | 8       | 9       | 10      | 11      | 12      | 13      | 14      |
| 42      | 15      | 16      | 17      | 18      | 19      | 20      | 21      |
| 43      | 22      | 23      | 24      | 25      | 26      | 27      | 28      |
| 44      | 29      | 30      | 31      |         |         |         |         |
| ------- | ------- | ------- | ------- | ------- | ------- | ------- | ------- |

| November | November | November | November | November | November | November | November |
| Kw       | Mo       | Di       | Mi       | Do       | Fr       | Sa       | So       |
| 44       |          |          |          | 1        | 2        | 3        | 4        |
| 45       | 5        | 6        | 7        | 8        | 9        | 10       | 11       |
| 46       | 12       | 13       | 14       | 15       | 16       | 17       | 18       |
| 47       | 19       | 20       | 21       | 22       | 23       | 24       | 25       |
| 48       | 26       | 27       | 28       | 29       | 30       |          |          |
| -------- | -------- | -------- | -------- | -------- | -------- | -------- | -------- |

| Dezember | Dezember | Dezember | Dezember | Dezember | Dezember | Dezember | Dezember |
| Kw       | Mo       | Di       | Mi       | Do       | Fr       | Sa       | So       |
| 48       |          |          |          |          |          | 1        | 2        |
| 49       | 3        | 4        | 5        | 6        | 7        | 8        | 9        |
| 50       | 10       | 11       | 12       | 13       | 14       | 15       | 16       |
| 51       | 17       | 18       | 19       | 20       | 21       | 22       | 23       |
| 52       | 24       | 25       | 26       | 27       | 28       | 29       | 30       |
| 1        | 31       |          |          |          |          |          |          |
| -------- | -------- | -------- | -------- | -------- | -------- | -------- | -------- |

| Januar | Januar | Januar | Januar | Januar | Januar | Januar | Januar |
| Kw     | Mo     | Di     | Mi     | Do     | Fr     | Sa     | So     |
| 1      | 1      | 2      | 3      | 4      | 5      | 6      | 7      |
| 2      | 8      | 9      | 10     | 11     | 12     | 13     | 14     |
| 3      | 15     | 16     | 17     | 18     | 19     | 20     | 21     |
| 4      | 22     | 23     | 24     | 25     | 26     | 27     | 28     |
| 5      | 29     | 30     | 31     |        |        |        |        |
| ------ | ------ | ------ | ------ | ------ | ------ | ------ | ------ |

| Februar | Februar | Februar | Februar | Februar | Februar | Februar | Februar |
| Kw      | Mo      | Di      | Mi      | Do      | Fr      | Sa      | So      |
| 5       |         |         |         | 1       | 2       | 3       | 4       |
| 6       | 5       | 6       | 7       | 8       | 9       | 10      | 11      |
| 7       | 12      | 13      | 14      | 15      | 16      | 17      | 18      |
| 8       | 19      | 20      | 21      | 22      | 23      | 24      | 25      |
| 9       | 26      | 27      | 28      |         |         |         |         |
| ------- | ------- | ------- | ------- | ------- | ------- | ------- | ------- |

| März | März | März | März | März | März | März | März |
| Kw   | Mo   | Di   | Mi   | Do   | Fr   | Sa   | So   |
| 9    |      |      |      | 1    | 2    | 3    | 4    |
| 10   | 5    | 6    | 7    | 8    | 9    | 10   | 11   |
| 11   | 12   | 13   | 14   | 15   | 16   | 17   | 18   |
| 12   | 19   | 20   | 21   | 22   | 23   | 24   | 25   |
| 13   | 26   | 27   | 28   | 29   | 30   | 31   |      |
| ---- | ---- | ---- | ---- | ---- | ---- | ---- | ---- |

| April | April | April | April | April | April | April | April |
| Kw    | Mo    | Di    | Mi    | Do    | Fr    | Sa    | So    |
| 13    |       |       |       |       |       |       | 1     |
| 14    | 2     | 3     | 4     | 5     | 6     | 7     | 8     |
| 15    | 9     | 10    | 11    | 12    | 13    | 14    | 15    |
| 16    | 16    | 17    | 18    | 19    | 20    | 21    | 22    |
| 17    | 23    | 24    | 25    | 26    | 27    | 28    | 29    |
| 18    | 30    |       |       |       |       |       |       |
| ----- | ----- | ----- | ----- | ----- | ----- | ----- | ----- |

| Mai | Mai | Mai | Mai | Mai | Mai | Mai | Mai |
| Kw  | Mo  | Di  | Mi  | Do  | Fr  | Sa  | So  |
| 18  |     | 1   | 2   | 3   | 4   | 5   | 6   |
| 19  | 7   | 8   | 9   | 10  | 11  | 12  | 13  |
| 20  | 14  | 15  | 16  | 17  | 18  | 19  | 20  |
| 21  | 21  | 22  | 23  | 24  | 25  | 26  | 27  |
| 22  | 28  | 29  | 30  | 31  |     |     |     |
| --- | --- | --- | --- | --- | --- | --- | --- |

| Juni | Juni | Juni | Juni | Juni | Juni | Juni | Juni |
| Kw   | Mo   | Di   | Mi   | Do   | Fr   | Sa   | So   |
| 22   |      |      |      |      | 1    | 2    | 3    |
| 23   | 4    | 5    | 6    | 7    | 8    | 9    | 10   |
| 24   | 11   | 12   | 13   | 14   | 15   | 16   | 17   |
| 25   | 18   | 19   | 20   | 21   | 22   | 23   | 24   |
| 26   | 25   | 26   | 27   | 28   | 29   | 30   |      |
| ---- | ---- | ---- | ---- | ---- | ---- | ---- | ---- |

| Juli | Juli | Juli | Juli | Juli | Juli | Juli | Juli |
| Kw   | Mo   | Di   | Mi   | Do   | Fr   | Sa   | So   |
| 26   |      |      |      |      |      |      | 1    |
| 27   | 2    | 3    | 4    | 5    | 6    | 7    | 8    |
| 28   | 9    | 10   | 11   | 12   | 13   | 14   | 15   |
| 29   | 16   | 17   | 18   | 19   | 20   | 21   | 22   |
| 30   | 23   | 24   | 25   | 26   | 27   | 28   | 29   |
| 31   | 30   | 31   |      |      |      |      |      |
| ---- | ---- | ---- | ---- | ---- | ---- | ---- | ---- |

| August | August | August | August | August | August | August | August |
| Kw     | Mo     | Di     | Mi     | Do     | Fr     | Sa     | So     |
| 31     |        |        | 1      | 2      | 3      | 4      | 5      |
| 32     | 6      | 7      | 8      | 9      | 10     | 11     | 12     |
| 33     | 13     | 14     | 15     | 16     | 17     | 18     | 19     |
| 34     | 20     | 21     | 22     | 23     | 24     | 25     | 26     |
| 35     | 27     | 28     | 29     | 30     | 31     |        |        |
| ------ | ------ | ------ | ------ | ------ | ------ | ------ | ------ |

| September | September | September | September | September | September | September | September |
| Kw        | Mo        | Di        | Mi        | Do        | Fr        | Sa        | So        |
| 35        |           |           |           |           |           | 1         | 2         |
| 36        | 3         | 4         | 5         | 6         | 7         | 8         | 9         |
| 37        | 10        | 11        | 12        | 13        | 14        | 15        | 16        |
| 38        | 17        | 18        | 19        | 20        | 21        | 22        | 23        |
| 39        | 24        | 25        | 26        | 27        | 28        | 29        | 30        |
| --------- | --------- | --------- | --------- | --------- | --------- | --------- | --------- |

| Oktober | Oktober | Oktober | Oktober | Oktober | Oktober | Oktober | Oktober |
| Kw      | Mo      | Di      | Mi      | Do      | Fr      | Sa      | So      |
| 40      | 1       | 2       | 3       | 4       | 5       | 6       | 7       |
| 41      | 8       | 9       | 10      | 11      | 12      | 13      | 14      |
| 42      | 15      | 16      | 17      | 18      | 19      | 20      | 21      |
| 43      | 22      | 23      | 24      | 25      | 26      | 27      | 28      |
| 44      | 29      | 30      | 31      |         |         |         |         |
| ------- | ------- | ------- | ------- | ------- | ------- | ------- | ------- |

| November | November | November | November | November | November | November | November |
| Kw       | Mo       | Di       | Mi       | Do       | Fr       | Sa       | So       |
| 44       |          |          |          | 1        | 2        | 3        | 4        |
| 45       | 5        | 6        | 7        | 8        | 9        | 10       | 11       |
| 46       | 12       | 13       | 14       | 15       | 16       | 17       | 18       |
| 47       | 19       | 20       | 21       | 22       | 23       | 24       | 25       |
| 48       | 26       | 27       | 28       | 29       | 30       |          |          |
| -------- | -------- | -------- | -------- | -------- | -------- | -------- | -------- |

| Dezember | Dezember | Dezember | Dezember | Dezember | Dezember | Dezember | Dezember |
| Kw       | Mo       | Di       | Mi       | Do       | Fr       | Sa       | So       |
| 48       |          |          |          |          |          | 1        | 2        |
| 49       | 3        | 4        | 5        | 6        | 7        | 8        | 9        |
| 50       | 10       | 11       | 12       | 13       | 14       | 15       | 16       |
| 51       | 17       | 18       | 19       | 20       | 21       | 22       | 23       |
| 52       | 24       | 25       | 26       | 27       | 28       | 29       | 30       |
| 1        | 31       |          |          |          |          |          |          |
| -------- | -------- | -------- | -------- | -------- | -------- | -------- | -------- |

## Ereignisse

### Politik und Weltgeschehen

#### Jacquerie in Frankreich

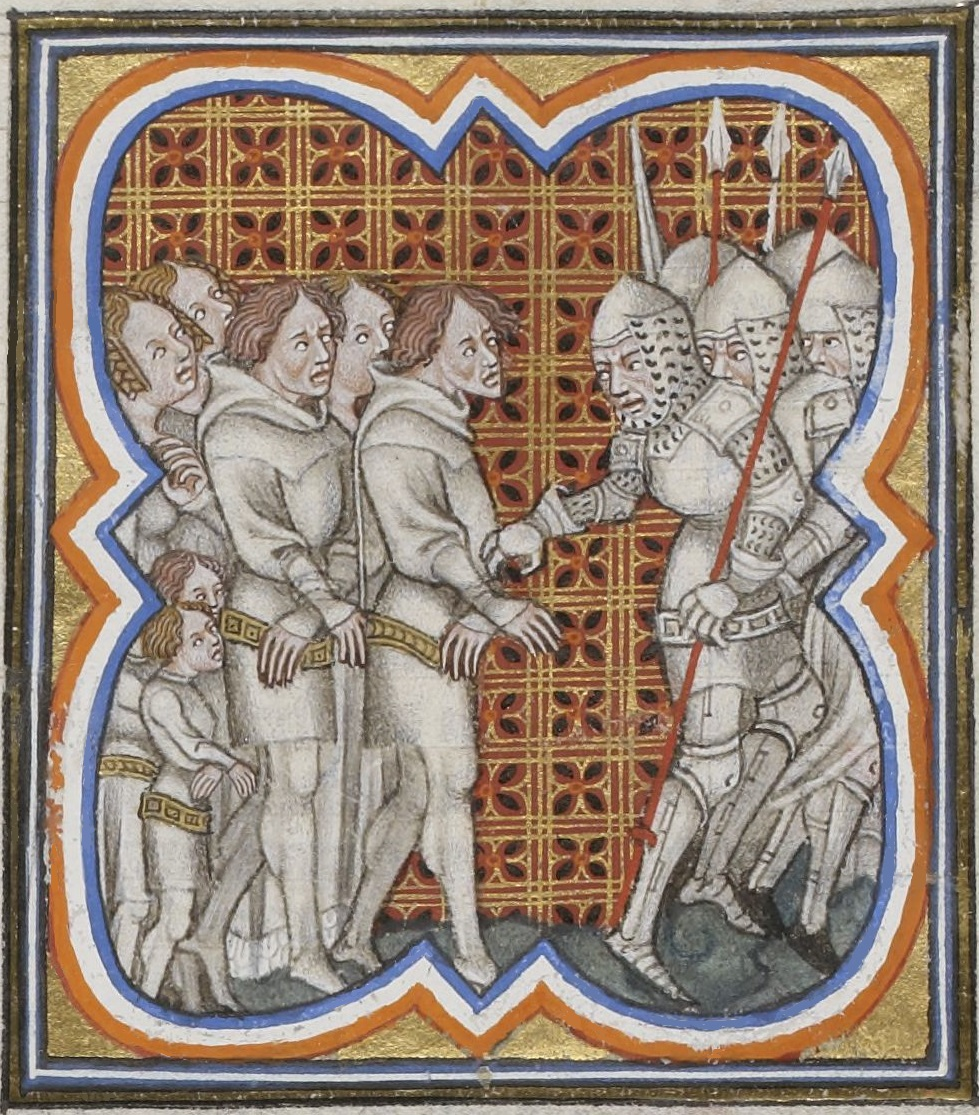
Gefangene Adlige während der Grande Jacquerie; Miniaturmalerei aus den Chroniken Jean Froissarts

- Februar: Die Pariser Gewerke unter dem Prévôt des marchands Étienne Marcel erheben sich gegen den Adel.
- 21. Mai: In Compiègne beginnt der Jacquerie genannte Bauernaufstand im Nordosten Frankreichs. Anlass sind die Verwüstungen, die Karl der Böse von Navarra im Hundertjährigen Krieg in der Umgegend von Paris angerichtet hat und die den Bauernstand besonders hart trafen. Die Aufständischen legen Hunderte von Schlössern in Schutt und Asche, ermorden Edelleute und begehen zahlreiche Gräueltaten. Der Aufstand wird bis zum 10. Juni vom Adel blutig niedergeschlagen. Die Rebellen erleiden furchtbare Rache für die von ihnen angerichteten Zerstörungen. Infolgedessen bleibt die Gegend nordöstlich von Paris auf lange Jahrzehnte völlig verwüstet.
- Jeanne de Bourbon, Gemahlin des französischen Dauphins Karl, und deren familiären Anhang, die sich in der Burg von Meaux in Gefangenschaft befinden, wird durch Gaston III. de Foix aus den Händen der aufständischen Pariser Bürger befreit.

#### Heiliges Römisches Reich
- 26. Juli: Elisabeth von Pommern wird mit dem Markgrafen Otto von Brandenburg verlobt, um einen zur Beendigung einer der vielen Kriege zwischen Pommern und Brandenburg geschlossenen Vertrag zu bekräftigen. Da aber bald neue Auseinandersetzungen beginnen, kommt es nicht zur Eheschließung.
- Albrecht I., Herzog von Bayern-Straubing und Graf von Holland und Hennegau, nimmt Den Haag (’s-Gravenhage) als Residenz.
- Der habsburgische Herzog Rudolf IV. von Österreich gibt das Privilegium Maius in Auftrag, eine gefälschte Urkunde, mittels derer er das Herzogtum zum Erzherzogtum erheben lassen und ihm gleichsam kurfürstliche Rechte zuteilwerden lassen will.

#### Kroatien

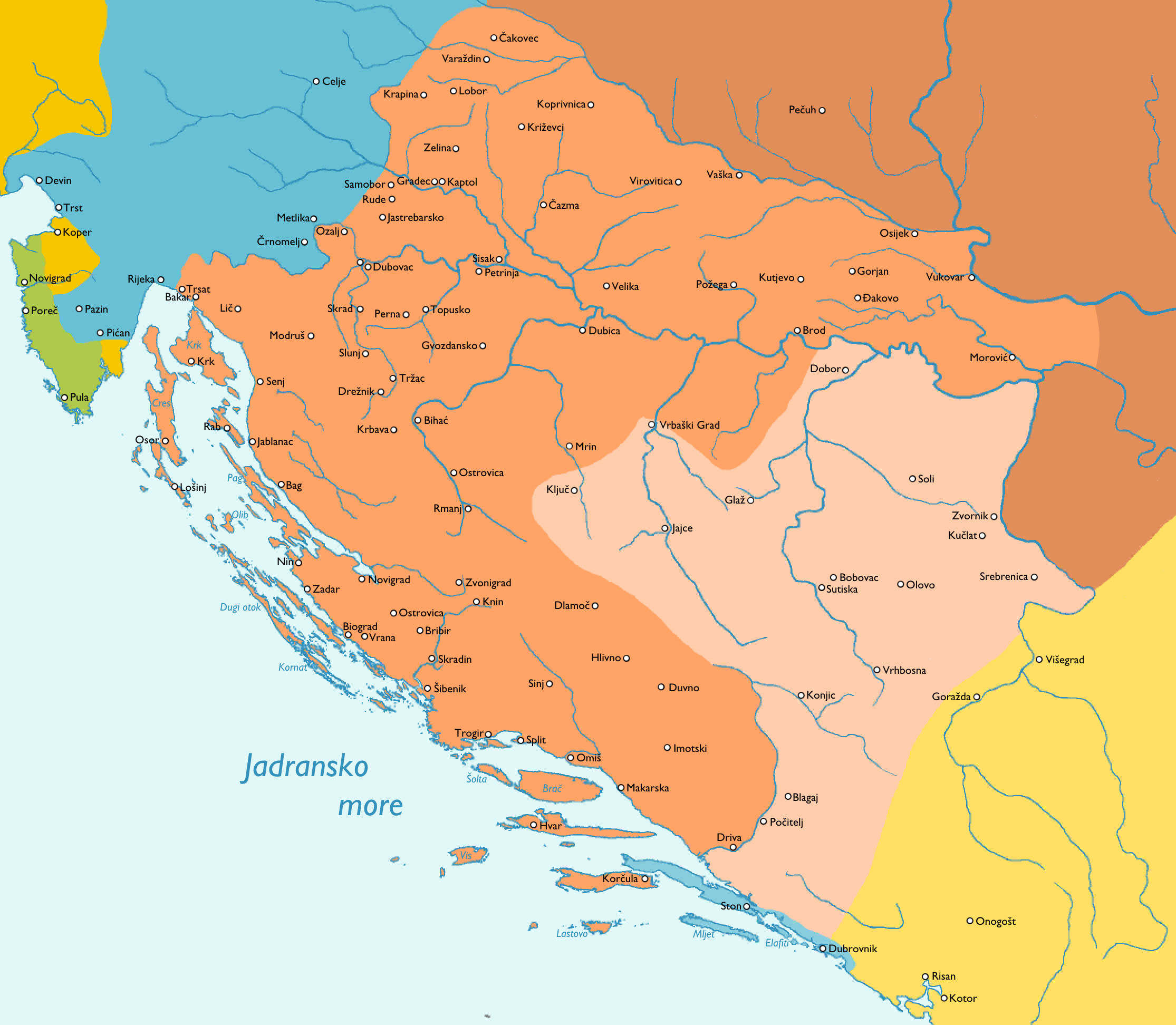
Dalmatien nach dem Frieden von Zadar
Königreich Kroatien
Königreich Ungarn
Banschaft Bosnien
Herzogtum Österreich
Patriarchat von Aquileia
Republik Venedig
Republik Dubrovnik
Serbisches Reich

- 18. Februar: Der in der Sakristei des Klosters des Heiligen Franziskus von Assisi geschlossene Friede von Zadar beendet den Venezianischen Krieg 1356–1358 zwischen der Republik Venedig und dem Königreich Kroatien in Personalunion mit Ungarn. Die Republik Venedig verzichtet auf ganz Dalmatien und das nordkroatische Küstenland von der Kvarner-Bucht im Norden bis zur Bucht von Kotor im Süden sowie auf die Küste bis Durrës im heutigen Albanien. Weiterhin darf der Doge von Venedig nicht mehr den Titel Herzog (dux) von Dalmatien tragen. Istrien dagegen bleibt in den Händen der Venezianer. Der kroatisch-ungarische König Ludwig von Anjou ist bei der Vertragsunterzeichnung persönlich anwesend. Mit dem Frieden von Zadar ist erstmals seit der Regierungszeit des Königs Dmitar Zvonimir (1075–1089) die ganze kroatische Küste wieder im Besitz der kroatisch-ungarischen Krone. Nur die Stadt Dubrovnik behält als Republik Ragusa einen Sonderstatus als autonome Kommune.

#### Afrika
- Abū ʿInān Fāris, Sultan der Meriniden in Marokko, gelingt die Einnahme von Tunis und die Vertreibung der Abdalwadiden, doch er muss nach Marokko flüchten, als die arabischen Hilfstruppen ihm die Huldigung verweigerten. Im gleichen Jahr wird er bei einer Palastverschwörung ermordet. Die Wattasiden erringen in den nächsten Jahren als Wesire Einfluss in Marokko.

#### Stadtrechte und urkundliche Ersterwähnungen
- Die Orte Eschenbach in der Oberpfalz und Königsberg in Bayern erhalten die Stadtrechte.
- Häfelfingen, Hasliberg, Wittinsburg und Zeglingen werden erstmals urkundlich erwähnt.

### Wirtschaft
- Bremen wird Mitglied der Hanse.
- Über die Stadt Brügge wird von der Hanse ein Handelsembargo verhängt, da sie versucht hat, von Hanse-Kaufleuten Steuern zu erheben.

### Kultur und Gesellschaft
- Kaiser Karl IV. lässt an den warmen Quellen beim späteren Ort Karlsbad ein Jagdschloss errichten.
- Der Codex Chronicon Pictum für König Ludwig I. von Ungarn wird verfasst.

### Sport

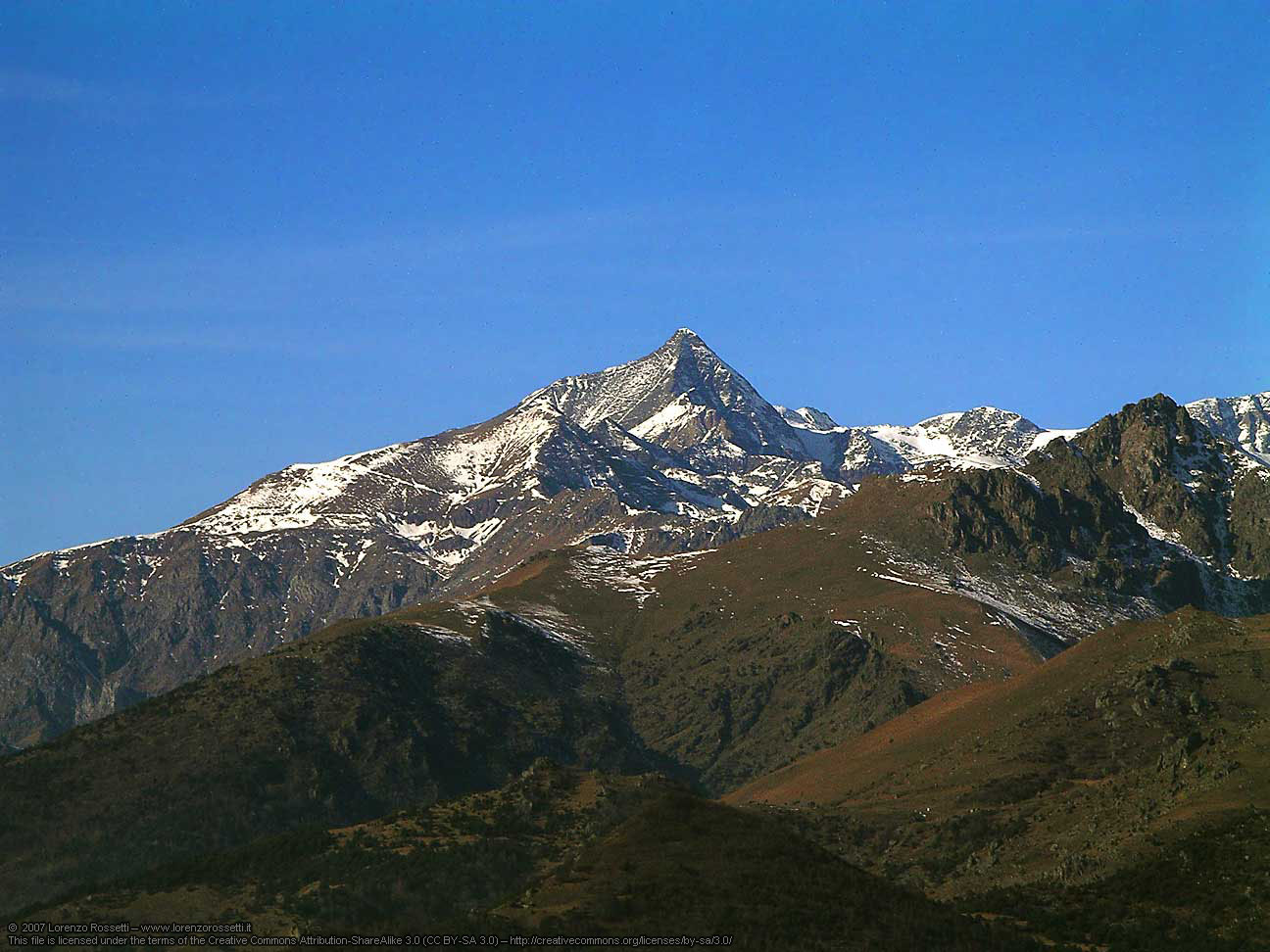
Der Rocciamelone

- 1. September: Aus Dank dafür, dass seine Heimatstadt Asti von den Visconti befreit wurde, besteigt Bonifacio Roero d’Asti den Rocciamelone, der zu dieser Zeit als der höchste Berg der Alpen gilt. Die Erstbesteigung gilt als eine der Geburtsstunden des Alpinismus.

## Geboren

### Geburtsdatum gesichert
- 19. März: Elisabeth von Luxemburg-Böhmen, Herzogin von Österreich, Steiermark, Kärnten und Krain sowie Gräfin von Tirol etc. († 1373)
- 24. August: Johann I., König von Kastilien und León († 1390)
- 17. September: Basileios Komnenos der Jüngere, Kronprinz im Kaiserreich Trapezunt († 1377)
- 25. September: Ashikaga Yoshimitsu, japanischer Herrscher, Shōgun († 1408)
- 3. Dezember: Scheich Bedreddin, osmanischer Rechtsgelehrter, Sufi und Rebell († 1420)

### Genaues Geburtsdatum unbekannt
- Elisabeth von Hohenzollern-Nürnberg, römisch-deutsche Königin und Kurfürstin von der Pfalz († 1411)
- Ichijō Tsunetsugu, japanischer Hofadliger und Gelehrter (gest. 1418)
- Maria de Luna, Königin der Krone von Aragonien († 1406)
- Gobelin Person, deutscher Historiker und Kirchenreformer aus dem Hochstift Paderborn († 1421)

### Geboren um 1358
- James Douglas, schottischer Adeliger († 1388)

## Gestorben

### Todesdatum gesichert
- 20. Januar: Jakob von Bludau, Priester des Deutschen Ordens und Bischof von Samland
- 28. Februar: Fides von Klingen, Fürstäbtissin des Fraumünsterklosters in Zürich
- 23. April: Nikolaus, Herzog von Münsterberg (* zw. 1322 und 1327)
- 5. Juni: Ulrich von Friedingen, Bischof von Konstanz
- 7. Juni: Ashikaga Takauji, japanischer Shōgun (* 1305)
- 10. Juni: Guillaume Caillet, mittelständischer Bauer und Anführer der ersten offenen Revolte der Bauernschaft gegen die adlige Grundherrschaft der französischen Geschichte
- 20. Juli: Albrecht II., Herzog von Österreich (* 1298)
- 30. Juli: Nikolaus von Luxemburg, Patriarch von Aquileia (* 1322)
- 31. Juli: Étienne Marcel, Kaufmann und Vorsteher der Bürgerschaft von Paris (* zw. 1302 und 1310)
- 7. August: Walpurgis II. von Rosdorf, deutsche Adelige (* um 1290)
- 22. August: Isabelle de France, Königin von England (* um 1295)
- 22. November: Roger Northburgh, Bischof von Lichfield und Coventry

### Genaues Todesdatum unbekannt
- Abū ʿInān Fāris, Sultan der Meriniden in Marokko (* 1329)
- Albrecht II. von Braunschweig-Lüneburg, Bischof von Halberstadt (* um 1294)
- Gregor von Rimini, Philosoph und Theologe (* um 1300)
- Isabella Bruce, Königin von Norwegen (* um 1280)
- Kasimir I., Herzog von Teschen (* um 1280/1290)
- Künga Gyeltshen Pel Sangpo, Person des tibetischen Buddhismus (* 1310)
- Shamsuddin Ilyas Shah, Sultan von Bengalen